# Levalorfano
El levalorfano es un fármaco de la familia del morfinano con estructura tetracíclica que se utiliza como antídoto o antagonista opioide (es decir, es un antagonista opioide). Actúa como un antagonista en los receptores μ y agonista sobre los receptores κ (kappa) por lo tanto es llamado agonista parcial, y como resultado, bloquea los efectos de fuertes agentes con una mayor actividad intrínseca tal como la morfina endógena o β-endorfina.

## Usos
El levalorfano se utiliza para la reversión completa o parcial de la depresión por estupefacientes, incluyendo la depresión respiratoria inducida por los opioides. Sin embargo, podría agravar la depresión respiratoria también. El levalorfano puede revertir los efectos psicotomiméticos y disfóricos de agonistas-antagonistas como la pentazocina. 

## Historia
Antiguamente, el levalorfano fue ampliamente utilizado en anestesia general, principalmente para invertir la depresión respiratoria producida por los analgésicos opioides y barbitúricos que se utilizan para la inducción de la anestesia quirúrgica, aunque ahora es menos común su empleo a medida que la naloxona tiende a ser utilizada en su lugar. El levalorfano fue utilizado en combinación con opioides para reducir sus efectos secundarios, principalmente en obstetricia, y cuando una dosis muy pequeña de levalorfano se utiliza junto con un agonista opioide completo esto puede de hecho producir analgesia mayor que cuando el agonista se utiliza por sí mismo. La combinación de levalorfano con petidina (meperidina) se ha utilizado efectivamente con tanta frecuencia que una formulación estandarizada fue puesta a disposición, conocida como Pethilorfan.

## Farmacología
El tartrato de levalorfano es un compuesto similar a la morfina que tiene la misma relación con el levorfanol que la que tiene la nalorfina respecto de la morfina. Tiene un efecto analgésico mayor que la nalorfina e importante a una dosis de 0.4 mg/kg. Antagoniza los efectos de la morfina y otros analgésicos narcóticos. Sin embargo, el levalorfano tiene efectos agonistas y no produce síndrome de abstinencia en adictos a la morfina. Si la naloxona no está disponible, el levalorfano puede utilizarse para antagonizar la depresión respiratoria provocada por la morfina, metadona, petidina (meperidina) y sus derivados, y en el tratamiento por sobredosificación de narcóticos. Puede darse vía intravenosa o intramuscular. En la sobredosificación de morfínicos se dan 1-2 mg vía intravenosa. El levalorfano contrae las pupilas cuando se administra sistémicamente a la gente normal, pero causa que las pupilas se dilaten en los que dependen de drogas opiáceas. Esta es la base para la prueba clínica de dependencia de opioides.

## Mecanismo de acción
El levalorfano antagoniza los efectos opioides al competir por los mismos sitios receptores. Se une al receptor opioide mu y al receptor nicotínico de la acetilcolina alfa2 y alfa3.

## Otro origen del levalorfano
Los cambios relativamente menores en la estructura de un opioide pueden convertir al fármaco, que era primordialmente un agonista, en otro con acciones antagonistas sobre uno o más tipos de receptores de los opioides. La sustitución más frecuente es la de la mitad de mayor tamaño (p. ej., un grupo alilo o un grupo metilciclopropilo) por el grupo N-metilo que es característico de los agonistas de los receptores μ. Estas sustituciones transforman al levorfamol en levalorfano.